# Medicus curat, natura sanat
Medicus curat, natura sanat est un adage latin signifiant « Le médecin soigne, la nature guérit ». 
L'adage signifie que la science médicale est subordonnée à l'évolution naturelle de la maladie et du temps. 
Le dicton est probablement basé sur les enseignements du médecin grec Hippocrate de Kos.  